# スケルピョン
スケルピョンは、日本の広島大学が色彩突然変異を利用し交配で作り出した、皮膚が透明で内臓が外観から透けてみえる透明カエルの名称。
スケルピョンは野生のニホンアカガエルを用いて交配の色彩突然変異を利用し、皮膚が野生種より明るく目がグレーのグレーアイと、皮膚に色味がなく目が黒いブラックアイと名付けた個体をつくった後、この2種を交配した結果皮膚を透かして外から内臓を確認できる個体が現れた。これを広島大学はスケルピョンと名付けた。広島大大学院理学研究科教授の住田正幸は、2007年にこの透明ガエルの誕生を学会で発表した。
従来より、カエルの内臓を解剖せずに観察することができる実験動物の開発が望まれていたという背景がある。スケルピョンは、幼生期から成体期にいたるあらゆるの段階で内臓や骨を透視でき、個体は交配だけで作製することが可能であるため、従来のトランスジェニックガエルに比べて、取り扱いがきわめて容易。
スケルピョンの幼生（おたまじゃくし）は、スケルジャクシと呼ばれる。

## 量産
2011年2月21日、スケルピョンの成体を約200匹まで増やし量産のめどが立ったと発表された。ただし生活力が弱く、1 - 2か月で死んでしまうという問題も存在する。